# Johann I Josef xứ Liechtenstein
Johann I Joseph' (Tiếng Đức: Johann Baptist Josef Adam Johann Nepomuk Aloys Franz de Paula; 26 tháng 6 năm 1760 – 20 tháng 4 năm 1836) là Thân vương đời thứ 11 của xứ Liechtenstein, ông tại vị từ năm 1805 đến 1806 và một lần nữa từ năm 1814 đến năm 1836. Ông là Thân vương Liechtenstein cuối cùng cai trị dưới thời Đế chế La Mã Thần thánh từ năm 1805 đến năm 1806 và là nhiếp chính của Liechtenstein từ năm 1806 đến năm 1814. Ông là con trai thứ tư của Franz Joseph I, Thân vương xứ Liechtenstein.
Trong thời kỳ Chiến tranh Cách mạng Pháp và Chiến tranh Napoleon, Johann được tín nhiệm bởi các Hoàng đế của Vương tộc Habsburg-Lothringen và thăng tiến nhanh chống lên đến Nguyên soái đế chế dưới thời của Hoàng đế Franz II. Tuy đánh trận giỏi, nhưng ông lại không có năng lực ngoại giao, nên đã làm thất thoát nhiều quyền lợi của Đế chế, chính lý do này đã khiến ông quyết định rời bỏ quân đội vào năm 1810.

## Cuộc sống đầu đời
Johann sinh ra là con thứ 6 của Thân vương Franz Joseph I và vợ là Nữ bá tước Marie Leopoldine von Sternberg, vì thế từ ban đầu, khả năng ông được kế vị ngai vàng Thân vương quốc Liechtenstein là khá thấp. Ông chọn theo binh nghiệp ở tuổi 22 và nhập ngũ với tư cách là trung úy trong một trung đoàn cuirassier (một dạng ky binh). Trong Chiến tranh Áo-Thổ Nhĩ Kỳ (1788–1791), ông liên tiếp và nhanh chóng được thăng cấp Thiếu tá, Trung tá và Oberst (đại tá). Ông nổi tiếng là một sĩ quan kỵ binh giỏi và được vinh danh với Huân chương Quân sự Maria Theresa với thứ bậc Hiệp sĩ (Knight) vào năm 1790.

## Chiến tranh Cách mạng Pháp
Trong Chiến tranh Cách mạng Pháp, ông đã tham gia vào một "hành động kỵ binh hiệu quả vượt trội" tại Trận Avesnes-le-Sec vào ngày 12 tháng 9 năm 1793, nơi 4.663 quân Đệ Nhất Cộng hòa Pháp bị tổn thất 2.000 người chết và bị thương trong khi quân Đồng minh chỉ mất 69 người. Ngoài ra, 2.000 binh sĩ bị bắt sống và 20 khẩu pháo bị thu giữ. Ông cũng tham gia vào nhiều trận chiến khác. Ngay sau khi được thăng cấp Thiếu tướng vào tháng 6 năm 1794, ông đã chiến đấu trong Trận Fleurus. Ông chỉ huy một lữ đoàn hỗn hợp kỵ binh-bộ binh trong sư đoàn của Anton Sztaray trong Trận Würzburg vào ngày 3 tháng 9 năm 1796. Sau hành động này, ông đã được trao tặng Huân chương Quân sự Maria Theresa với thứ bậc Thập tự chỉ huy (Commander's Cross).
Trong Chiến tranh Liên minh thứ Hai, Johann chỉ huy Lực lượng Dự bị của Áo trong Trận Trebbia (1799). Tháng 8 năm 1799, ông được thăng cấp Trung tướng. Ông chỉ huy 8.000 người trong cuộc bao vây thành công Cuneo vào tháng 11 và tháng 12. Vào ngày 3 tháng 12 năm 1800, ông chỉ huy một sư đoàn kỵ binh gồm 5.109 người trong Trận Hohenlinden.

## Chiến tranh Napoleon
Johann nổi bật trong Chiến tranh Napoléon. Trận Austerlitz, ông chỉ huy 4.600 kỵ binh của Quân đoàn 5. Quân của ông đã chiến đấu tốt nhưng ông đã không thể cứu Liên quân Áo-Nga khỏi thất bại thảm hại. Sau đó, ông tiếp tục các cuộc đàm phán với Hoàng đế Napoléon I, kết thúc bằng Hòa ước Pressburg. Ông đã giành được cấp bậc Tướng quân kỵ binh vào năm 1808.
Trong suốt Chiến tranh Liên minh thứ Năm, Johann chỉ huy I Reserve Korps trong quân đội của Đại công tước Karl. Ông đã chỉ huy kỵ binh và lính ném lựu đạn của mình trong Trận Eckmühl vào ngày 22 tháng 4 năm 1809, Trận Aspern-Essling vào ngày 21–22 tháng 5 và Trận Wagram vào ngày 5–6 tháng 7. Ông nắm quyền chỉ huy quân đội chính sau khi Đại công tước Karl từ chức và giữ trọng trách này cho đến cuối năm. Hoàng đế Francis II thăng chức cho ông là "Feldmarschall" (nguyên soái) vào tháng 9. Ông đã đàm phán và ký kết Hiệp ước Schönbrunn. Cả hai hiệp ước này đều rất có lợi cho Đệ Nhất Đế chế Pháp và gây khó khăn cho Đế quốc Áo. Sau đó, Johann bị buộc tội là có ít kỹ năng ngoại giao. Để thoát khỏi những lời chỉ trích, ông đã từ chức khỏi quân đội vào năm 1810.

## Thừa kế ngai vàng và cai trị
Tuy Johann là con thứ 6 của Thân vương Franz Joseph I, nhưng các anh trai của ông phần lớn đều chết yểu khi còn thơ ấu, người anh kế của ông là Aloys được thừa kế ngai vàng từ cha mình với vương hiệu Aloys I, ông thành hôn với Karoline von Manderscheid-Blankenheim, nhưng cả hai không có con. Năm 1805, Thân vương Aloys I qua đời nên ngai vàng Liechtenstein đã được để lại cho Johann.
Với tư cách là Thân vương Liechtenstein, Johann đã thực hiện những cải cách có tư duy tiến bộ, nhưng cũng có phong cách cai trị chuyên chế. Năm 1818, ông ban hành hiến pháp, mặc dù nó bị hạn chế về bản chất. Ông đã mở rộng nông nghiệp, lâm nghiệp và tổ chức lại triệt để chính quyền của mình, nhằm cố gắng tính đến các yêu cầu của khu vực lúc bấy giờ là một điền trang hiện đại.
Ông đã chứng tỏ là người tạo ra xu hướng trong lĩnh vực nghệ thuật làm vườn bằng cách trồng các khu vườn Biedermeier và cảnh quan công viên theo mô hình kiểu Anh.
Năm 1806, Napoléon sáp nhập Liechtenstein vào Liên bang Rhein và biến nó thành một quốc gia có chủ quyền. Tại Đại hội Viên, chủ quyền của Liechtenstein đã được phê chuẩn. Liechtenstein trở thành thành viên của Bang liên Đức vào năm 1815. Tư cách thành viên này khẳng định chủ quyền của Liechtenstein.

## Hôn nhân và Hậu duệ
Vào ngày 12 tháng 4 năm 1792 tại Kinh đô Viên của Đại công quốc Áo, Johann kết hôn với Nữ bá tước Josepha xứ Fürstenberg-Weitra (Vienna, 21 tháng 6 năm 1776 - Vienna, 23 tháng 2 năm 1848), họ có 14 người con:
- Công chúa Maria Leopoldine Josepha Sophia Aemiliana (Vienna, 11 tháng 9 năm 1793 – Vienna, 28 tháng 7 năm 1808).
- Công chúa Karoline (Vienna, 2 tháng 2 năm 1795 – chết khi còn nhỏ).
- Aloys II, Thân vương xứ Liechtenstein (1796–1858).
- Công chúa Maria Sophie Josepha (Vienna, 5 tháng 9 năm 1798 – Vienna, 27 tháng 6 năm 1869), kết hôn tại Vienna vào ngày 4 tháng 8 năm 1817 với Vincenz Graf Esterházy von Galántha (Pressburg, 25 tháng 10 năm 1787 – Eisgrub, 19 tháng 10 năm 1835), không có con.
- Công chúa Maria Josepha (Vienna, 11 tháng 1 năm 1800 – Vienna, 14 tháng 6 năm 1884), chưa lập gia đình và không có con.
- Hoàng tử Franz de Paula xứ Liechtenstein (1802–1887), kết hôn với Nữ bá tước Julia Potocka và có con. Chắt của ông cuối cùng là Franz Joseph II, Thân vương xứ Liechtenstein.
- Hoàng tử Karl Johann xứ Liechtenstein (1803–1871). Kết hôn với Gräfin Rosalie d'Hemricourt von Grünne và có con.
- Công chúa Klothilda Leopoldina Josepha (Vienna, 19 tháng 8 năm 1804 – Vienna, 27 tháng 1 năm 1807)
- Công chúa Henriette (Vienna, 1 tháng 4 năm 1806 – Ischl, 15 tháng 6 năm 1886), kết hôn tại Viên vào ngày 1 tháng 10 năm 1825 Joseph, Bá tước Hunyady von Kethély (Vienna, 13 tháng 1 năm 1801 – Viên, 9 tháng 3 năm 1869), và có con.
- Hoàng tử Friedrich Adalbert (Vienna, 22 tháng 9 năm 1807 – Vienna, 1 tháng 5 năm 1885), Hiệp sĩ thứ 1.018 của Huân chương Lông cừu vàng Áo, kết hôn tại Schloss Rosegg vào ngày 15 tháng 9 năm 1848 Johanna Sophie Christiane Löwe (Oldenburg, 24 tháng 5 năm 1815 – Pest , 28 tháng 11 năm 1866), không có con.
- Hoàng tử Eduard Franz xứ Liechtenstein (1809–1864). Kết hôn với Nữ bá tước Honoria Choloniowa-Choloniewska và có con.
- Hoàng tử August Ludwig Ignaz (Vienna, 22 tháng 4 năm 1810 – Viên, 27 tháng 5 năm 1824).
- Công chúa Ida Leopoldine Sophie Marie Josephine Franziska (Eisgrub, Moravia, 12 tháng 9 năm 1811 – Viên, 27 tháng 6 năm 1884), kết hôn tại Viên vào ngày 30 tháng 7 năm 1832 với Karl Fürst Paar von thứ 4 Hartberg und Krottenstein (Brieg, Silesia, 6 tháng 1 năm 1806 – Viên, 17 tháng 1 năm 1881), Đại tướng cha truyền con nối của các chức vụ trong triều đình, và đã có con.
- Hoàng tử Rudolf Maria Franz Placidus (Vienna, 5 tháng 10 năm 1816 – Vicenza, 19 tháng 6 năm 1848), chưa lập gia đình và không có con

## Vinh danh
- Quân chủ Habsburg:
  - Hiệp sĩ Huân chương quân sự Maria Theresa, 19 tháng 12 năm 1790;[9] Thập tự chỉ huy, 1796;[10] Thập tự lớn, 1801[11]
  - Hiệp sĩ thứ 869 Huân chương Lông cừu vàng, 1801[12]
- Đế quốc Nga: Hiệp sĩ Huân chương Thánh George, Hạng 3, 7 tháng 10 năm 1813[13]

## Liên kết
- Princely House of Liechtenstein
- J Liechtenstein by Digby Smith, compiled by Leopold Kudrna